# Virupskolen
Virupskolen er en folkeskole i Hjortshøj, 14 km fra Århus centrum. Der går ca. 600 elever og 85 medarbejdere på skolen, hvilket gør den til en forholdsvis lille skole i kommunen.
Virupskolen er omgivet af skov og mark i sydenden af byen. Der er også tre store fodboldbaner, en bålhytte, multibane og fritidsklub inden for højest en kilometers afstand. Før i tiden var der skole i huset på Smedebakken 14 i byens nordlige ende, lige ved siden af Hjortshøj Kirke, men i 1963 åbnede Virupskolen. Alle eleverne og lærerne fra Brandstrup Skole blev dermed flyttet til den større skole.
Skolen tilhører Århus kommune.

## Eksterne links
- Virupskolen.dk Arkiveret 14. april 2016 hos  Wayback Machine

 Der er for få eller ingen kildehenvisninger i denne artikel, hvilket er et problem. Du kan hjælpe ved at angive troværdige kilder til de påstande, som fremføres i artiklen.

56°14′36″N 10°16′20″Ø / 56.24333333°N 10.27209167°Ø